# Southern Railway (Regne Unit)
Southern Railway (SR) fou una companyia britànica de ferrocarril que es va establir el 1923. Enllaçava amb els ports del canal de la Mànega, South West England i Kent. La companyia estava formada per diverses de petites, les més grans eren London & South Western Railway (LSWR), London, Brighton and South Coast Railway (LBSC), i South Eastern and Chatham Railway (SECR). La construcció de la que esdevendria Southern Railway va començar el 1838 amb l'obertura de London and Southampton Railway, més tard reanomenada London & South Western Railway.